# The Return of Bruno
Pour plus de détails, voir Fiche technique et Distribution.
The Return of Bruno est un téléfilm américain de James Yukich sorti en 1987, avec Bruce Willis. Dans ce faux documentaire, Bruce Willis y incarne son alter-ego Bruno Radolini, un légendaire chanteur de blues.
À l'origine, le film été diffusé sur la chaîne américaine HBO puis commercialisé en VHS.

## Fiche technique
- Costumes : Fiona Spence
- Montage : Jerry Behrens
- Production : Paul Flattery et Kenny Solms
- Société de distribution : HBO
- Langue : anglais

## Distribution
- Bruce Willis : Bruno Radolini
- Michael J. Fox : lui-même
- Elton John : lui-même
- Bill Graham : lui-même
- Dick Clark : lui-même
- Joan Baez : elle-même
- Jon Bon Jovi : lui-même
- Phil Collins : lui-même
- Ronnie Cook : John Lennon
- Clive Davis : lui-même
- Bee Gees : eux-mêmes
  - Barry Gibb
  - Maurice Gibb
  - Robin Gibb
- Tommy Goodwin : le saxophoniste
- Wolfman Jack : lui-même
- Chip Monck : lui-même
- Graham Nash : lui-même
- Grace Slick : elle-même
- Paul Stanley : lui-même
- Ringo Starr : lui-même
- Stephen Stills : lui-même
- Victory Tischler-Blue : elle-même
- Brian Wilson : lui-même

## Musique
Albums de Bruce Willis
If It Don't Kill You, It Just Makes You Stronger
(1989)
Singles
En parallèle au film, Bruce Willis a sorti un album studio qui sert de ligne musicale au film. L'album ne contient que des reprises de titres de rhythm and blues, excepté le titre Jackpot (Bruno's Bop) coécrit par l'acteur et Robert Kraft.
L'album se classe 14e au Billboard 200 et 27e au Billboard Top R&B/Hip-Hop Albums. Le single Respect Yourself, reprise de The Staple Singers, est beaucoup diffusé à la radio et atteint la 5e place du Billboard Hot 100, alors que les suivants, Young Blood et Under the Boardwalk, auront un succès moins important en se classant respectivement 68e et 59e. Cependant, Under the Boardwalk est un énorme succès au Royaume-Uni, se classant 2e au UK Singles Chart et devenant la 12e meilleure vente de singles au Royaume-Uni en 1987.

### Liste des titres
1. Comin' Right Up (Brock Walsh) – 3:30
2. Respect Yourself (Luther Ingram, Mack Rice) – 3:53
3. Down in Hollywood (Ry Cooder, Tim Drummond) – 5:20
4. Young Blood (Jerry Lieber, Doc Pomus, Mike Stoller) – 4:08
5. Under the Boardwalk (Kenny Young, Arthur Resnick) – 3:03
6. Secret Agent Man / James Bond Is Back (Steve Barri, P.F. Sloan) / (John Barry) – 4:48
7. Jackpot (Bruno's Bop) (Robert Kraft, Bruce Willis) – 4:12
8. Fun Time (Allen Toussaint) – 3:38
9. Lose Myself (Larry John McNally, Jon Lind) – 3:56
10. Flirting with Disaster (Brock Walsh, Jeff Lorber) – 4:33